# Ichneumon analis
Ichneumon analis är en stekelart som beskrevs av Johann Ludwig Christian Gravenhorst 1829. Ichneumon analis ingår i släktet Ichneumon och familjen brokparasitsteklar. Inga underarter finns listade i Catalogue of Life.